# Grandes Vozes - Maysa
Grandes Vozes - Maysa é um álbum de compilação das músicas da cantora brasileira Maysa, lançado em 2007 pela gravadora Som Livre. O álbum, lançado em formato de CD, faz parte da coleção "Grandes Vozes", lançada totalmente naquele mesmo ano. A coleção traz em cada disco, dezesseis canções de um artista da Velha Guarda.

## Faixas
| #  | Canção               | Composição                         | Fonte original                             |
| -- | -------------------- | ---------------------------------- | ------------------------------------------ |
| 1  | "Ouça"               | Maysa                              | Maysa (1957)                               |
| 2  | "Meu Mundo Caiu"     | Maysa                              | Convite para Ouvir Maysa nº 2 (1958)       |
| 3  | "Raízes"             | Denis Brean / Osvaldo Guilherme    | Maysa, Amor... e Maysa (1961)              |
| 4  | "Recado"             | Djalma Ferreira / Luís Antônio     | Maysa É Maysa... É Maysa... É Maysa (1959) |
| 5  | "As Praias Desertas" | Tom Jobim                          | Convite para Ouvir Maysa nº 3 (1958)       |
| 6  | "Marcada"            | Maysa                              | Convite para Ouvir Maysa (1956)            |
| 7  | "Cheiro de Saudade"  | Djalma Ferreira / Luis Antônio     | Voltei (1960)                              |
| 8  | "O Que é Que Falta"  | Daisy Amaral                       | Maysa É Maysa... É Maysa... É Maysa (1959) |
| 9  | "Suas Mãos"          | João Pernambuco / Antônio Maria    | Convite para Ouvir Maysa nº 3 (1958)       |
| 10 | "Get Out Of Town"    | Cole Porter                        | Compacto de 1959                           |
| 11 | "Bésame Mucho"       | Consuelo Velásquez                 | Maysa, Amor... e Maysa (1961)              |
| 12 | "Un Jour Tu Verras"  | G. V. Parys / Mouloudji            | Maysa (1957)                               |
| 13 | "Nós e o Mar"        | Roberto Menescal / Ronaldo Bôscoli | Canção do Amor mais Triste (1962)          |
| 14 | "Chorou, Chorou"     | Luis Antônio                       | Maysa, Amor... e Maysa (1961)              |
| 15 | "Louca de Saudade"   | Denis Brean                        | Canção do Amor mais Triste (1962)          |
| 16 | "Fim de Noite"       | Chico Feitosa / Ronaldo Bôscoli    | Canção do Amor mais Triste (1962)          |